# Wolfgang Egger
Wolfgang Josef Egger (Oberstdorf, Alemania, 13 de febrero de 1963) es un diseñador de automóviles alemán que anteriormente se desempeñó como diseñador jefe de las marcas europeas de automóviles de lujo Alfa Romeo, Audi y Lamborghini. En 2017 asumió el cargo de director de diseño del fabricante chino de vehículos eléctricos BYD Auto.

## Biografía

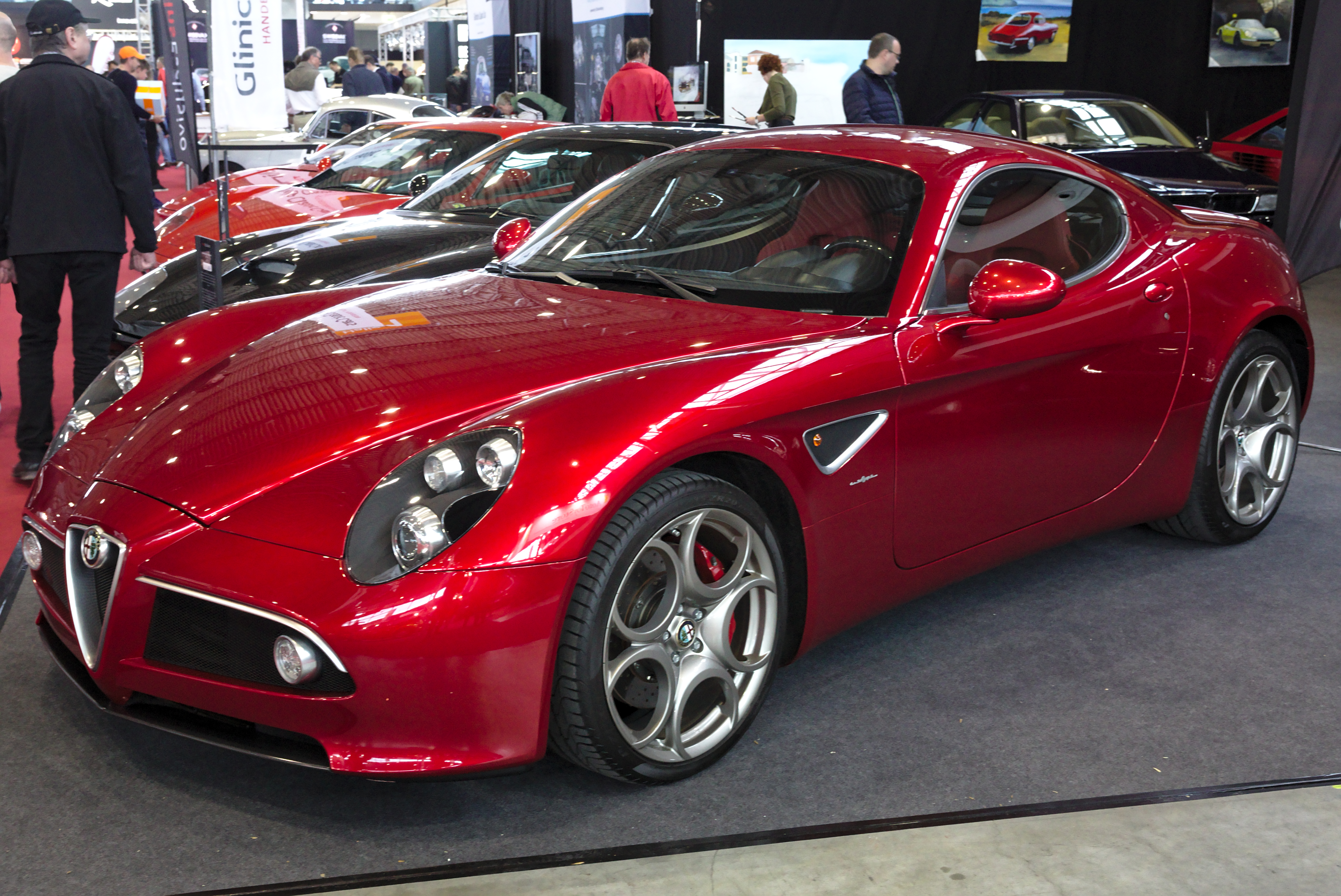
Alfa Romeo 8C Competizione

Después de haber terminado la secundaria en Sonthofen, Wolfgang Egger se traslada a Milán para asistir a la Facultad de Diseño Industrial. Egger se gradúa en 1989 e ingresa de inmediato al departamento de diseño de Alfa Romeo, donde en 1993 es ascendido a jefe de diseño.
En 1998 fue nombrado jefe de diseño de SEAT, donde fue capaz de introducir su estilo personal en el rediseño de diferentes modelos como el SEAT Ibiza, Córdoba y Altea.
En el año 2001 regresa a Italia como director de diseño de la marca Lancia,  cargo en el que permanecerá brevemente. Poco después retorna nuevamente como director de diseño de Alfa Romeo, donde firmará la línea de algunos de los automóviles más populares de la marca, como el Alfa 147 o el exclusivo 8C Competizione que se empezó a comercializar en 2007, además de los destacados Nuvola Concept, 156, 166.

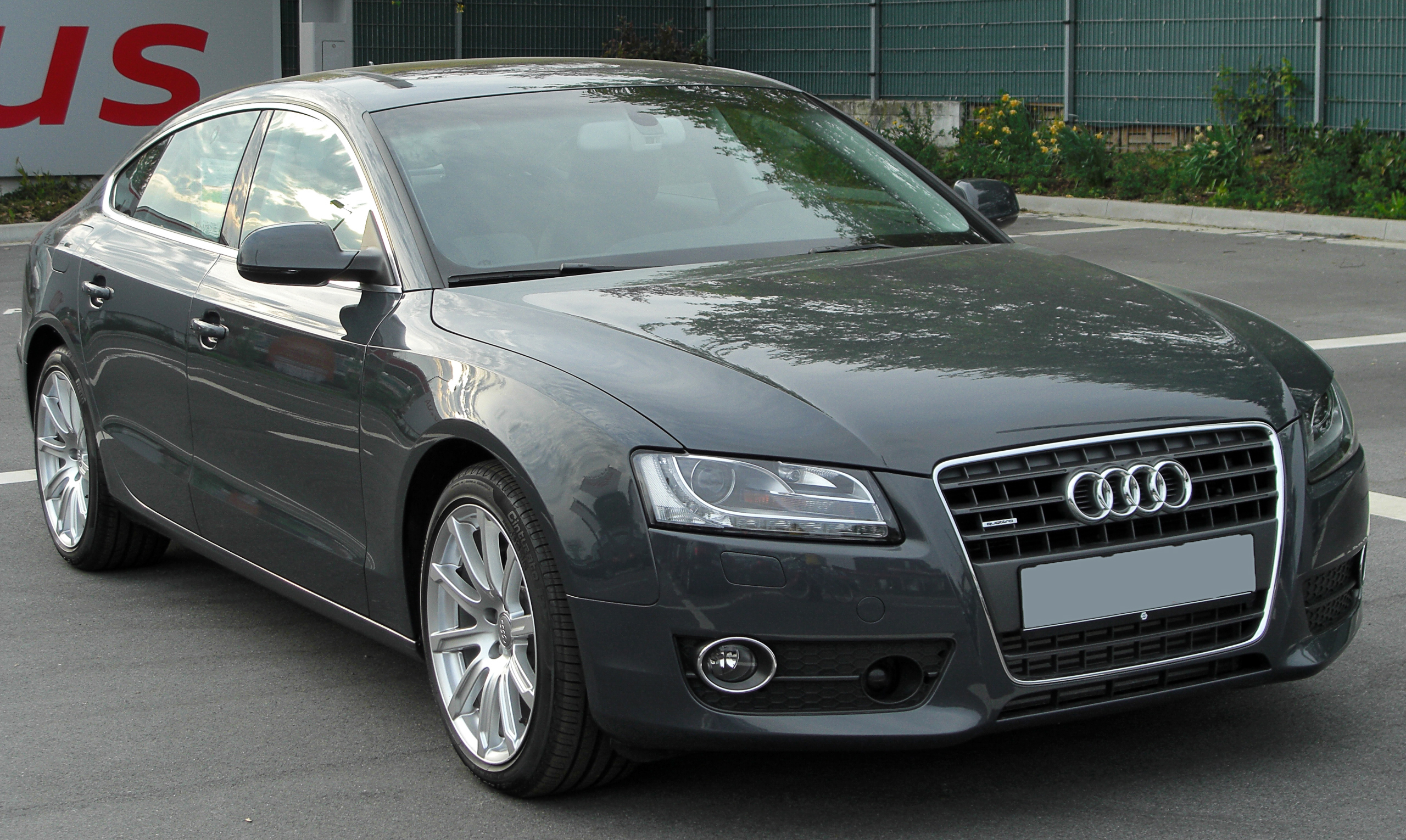
Audi A5 Sportback.

A partir del 1 de mayo del 2007, Wolfgang Egger regresa a Alemania para entrar en el Grupo Volkswagen, donde reemplaza a Walter de'Silva como jefe de diseño de Audi. Bajo este cargo ha diseñado los Audi Hybrid concept y el Audi A5 Sportback,.